# Domeyrot
Domeyrot – miejscowość i gmina we Francji, w regionie Nowa Akwitania, w departamencie Creuse.
Według danych na rok 1990 gminę zamieszkiwało 246 osób, a gęstość zaludnienia wynosiła 10 osób/km² (wśród 747 gmin Limousin Domeyrot plasuje się na 395. miejscu pod względem liczby ludności, natomiast pod względem powierzchni na miejscu 247.).